# 콜롬보
콜롬보(Colombo, 싱할라어: කොළඹ 콜람바, 타밀어: கொழும்பு 콜룸푸)는 스리랑카의 최대 도시이자 행정·사법 수도(법적인 수도는 스리자야와르데네푸라코테)이다. 명칭의 유래는 싱할라어로 망고 나무가 무성한 해안을 의미하는 Kola-amba-thota에서 유래되었다. 2001년 기준으로 인구는 64만 2,163 명(콜롬보 도시권의 인구 2,234,289 명)이다.
16세기 이래 포르투갈·네덜란드·영국의 식민지 경영의 근거지로서 발전했으며, 현재도 정치·경제·문화의 중심이다. 섬에서 생산하는 차·고무·코코야자 제품 외에 카카오·흑연·시나몬·판야 등을 적출한다. 공업으로는 피혁·키니네 산업·보석연마업 등이 발달하였다. 시내는 상하(常夏)의 녹음으로 덮여 있고, 지난날 네덜란드인의 요새가 있었던 항구지구는 관청·은행·상사 등이 모여 있어서 식민지시대의 모습을 지금도 간직하고 있다. 오래된 불교·힌두교 사원 외에 이슬람교사원, 기독교 예배당 등도 함께 있어서 관광객이 많이 찾는다.
수도를 스리자야와르데네푸라코테로 이전하였으나, 대통령과 총리 관저, 대법원, 중앙은행 등의 주요 기관은 아직 콜롬보에 위치하고 있다.

## 교통

### 항공 교통
반다라나이케 국제공항을 이용할 수 있다. 인도, 일본, 말레이시아, 싱가포르 등 여러 나라에서 진입이 가능하며, 2013년 3월 9일부터는 대한항공이 인천국제공항에서 콜롬보 반디라나이케 국제공항을 거쳐 몰디브 말레 국제공항까지 취항한다.

### 육로 교통
현재 스리랑카는 육로 교통이 보편화되어 있지 않았다. 콜롬보 시내를 중심으로 버스가 운행된다.

## 기후
콜롬보는 열대 우림 기후(Af)에 약간 못 미치는 쾨펜 기후 분류에 따른 열대 몬순 기후(Am)를 특징으로 한다. 콜롬보의 기후는 일년 내내 덥다. 3월부터 4월까지 평균 최고 기온은 약 31°C (87.8°F)이다. 콜롬보 날씨의 유일한 주요 변화는 폭우가 발생하는 4월부터 6월까지와 9월부터 11월까지 장마철 동안 발생한다. 콜롬보는 최소 기온이 평균 22°C (71.6°F)인 더 건조한 겨울에 더 두드러지지만 상대적인 일교차가 거의 없다. 일년에 그 도시의 강우량은 평균 약 2,500mm이다.
| 콜롬보의 기후                                                                     | 콜롬보의 기후 | 콜롬보의 기후 | 콜롬보의 기후 | 콜롬보의 기후 | 콜롬보의 기후 | 콜롬보의 기후 | 콜롬보의 기후 | 콜롬보의 기후 | 콜롬보의 기후 | 콜롬보의 기후 | 콜롬보의 기후 | 콜롬보의 기후 | 콜롬보의 기후 |
| 월                                                                                | 1월           | 2월           | 3월           | 4월           | 5월           | 6월           | 7월           | 8월           | 9월           | 10월          | 11월          | 12월          | 연간          |
| --------------------------------------------------------------------------------- | ------------- | ------------- | ------------- | ------------- | ------------- | ------------- | ------------- | ------------- | ------------- | ------------- | ------------- | ------------- | ------------- |
| 역대 최고 기온 °C (°F)                                                            | 35.2 (95.4)   | 36.4 (97.5)   | 36.1 (97.0)   | 35.2 (95.4)   | 34.5 (94.1)   | 35.2 (95.4)   | 32.6 (90.7)   | 32.7 (90.9)   | 32.5 (90.5)   | 33.6 (92.5)   | 34.2 (93.6)   | 35.0 (95.0)   | 36.4 (97.5)   |
| 일평균 최고 기온 °C (°F)                                                          | 31.4 (88.5)   | 31.6 (88.9)   | 32.0 (89.6)   | 32.0 (89.6)   | 31.5 (88.7)   | 30.7 (87.3)   | 30.3 (86.5)   | 30.3 (86.5)   | 30.4 (86.7)   | 30.4 (86.7)   | 30.6 (87.1)   | 30.9 (87.6)   | 31.0 (87.8)   |
| 일일 평균 기온 °C (°F)                                                            | 27.2 (81.0)   | 27.6 (81.7)   | 28.4 (83.1)   | 28.7 (83.7)   | 28.9 (84.0)   | 28.4 (83.1)   | 28.1 (82.6)   | 28.1 (82.6)   | 27.9 (82.2)   | 27.5 (81.5)   | 27.3 (81.1)   | 27.2 (81.0)   | 27.9 (82.2)   |
| 일평균 최저 기온 °C (°F)                                                          | 23.1 (73.6)   | 23.6 (74.5)   | 24.8 (76.6)   | 25.3 (77.5)   | 26.2 (79.2)   | 26.1 (79.0)   | 25.9 (78.6)   | 25.9 (78.6)   | 25.4 (77.7)   | 24.7 (76.5)   | 23.9 (75.0)   | 23.5 (74.3)   | 24.9 (76.8)   |
| 역대 최저 기온 °C (°F)                                                            | 16.4 (61.5)   | 18.8 (65.8)   | 17.7 (63.9)   | 21.2 (70.2)   | 20.5 (68.9)   | 21.4 (70.5)   | 21.4 (70.5)   | 21.6 (70.9)   | 21.2 (70.2)   | 21.0 (69.8)   | 18.6 (65.5)   | 18.1 (64.6)   | 16.4 (61.5)   |
| 평균 강수량 mm (인치)                                                             | 79.6 (3.13)   | 77.4 (3.05)   | 102.7 (4.04)  | 248.9 (9.80)  | 313.6 (12.35) | 196.7 (7.74)  | 122.6 (4.83)  | 115.5 (4.55)  | 264.2 (10.40) | 359.3 (14.15) | 345.8 (13.61) | 170.7 (6.72)  | 2,397 (94.37) |
| 평균 강수일수 (≥ 1.0 mm)                                                          | 4.9           | 5.1           | 7.7           | 12.6          | 16.6          | 15.2          | 10.0          | 10.2          | 15.2          | 18.6          | 16.0          | 9.0           | 141.2         |
| 평균 상대 습도 (%)                                                                | 69            | 69            | 71            | 75            | 78            | 79            | 78            | 77            | 78            | 78            | 76            | 73            | 75            |
| 평균 월간 일조시간                                                                | 248.0         | 246.4         | 275.9         | 234.0         | 201.5         | 195.0         | 201.5         | 201.5         | 189.0         | 201.5         | 210.0         | 217.0         | 2,621.3       |
| 출처 1: 미국 해양대기청 (평년값: 1991년~2020년, 상대습도/일조시간: 1961년~1990년) |               |               |               |               |               |               |               |               |               |               |               |               |               |
| 출처 2: 독일 기상청 (극값: 1961년~2020년)                                         |               |               |               |               |               |               |               |               |               |               |               |               |               |

## 자매 도시
- 러시아 상트페테르부르크 (1997년)
- 대한민국 부산광역시 (2000년)
- 중국 상하이시 (2003년)
- 영국 리즈